# Erkki Liikanen
Erkki Liikanen (ur. 19 września 1950 w Mikkeli) – fiński polityk, dyplomata i ekonomista, minister i parlamentarzysta, członek Komisji Europejskiej, prezes Banku Finlandii w latach 2004–2018.

## Życiorys
Ukończył studia ekonomiczne na Uniwersytecie Helsińskim. Zaangażował się w działalność polityczną w ramach Socjaldemokratycznej Partii Finlandii. W 1972 został po raz pierwszy wybrany do Eduskunty, w fińskim parlamencie zasiadał do 1990, m.in. kierując komisją spraw zagranicznych (1983–1987). Od 1981 do 1987 był sekretarzem generalnym socjaldemokratów. Od kwietnia 1987 do lutego 1990 sprawował urząd ministra finansów w gabinecie, którym kierował Harri Holkeri. Od maja 1987 był jednocześnie ministrem w resorcie spraw wewnętrznych. W 1990 został ambasadorem Finlandii przy Unii Europejskiej (do 1994). Po akcesie swojego kraju do UE w 1995 został pierwszym fińskim komisarzem (ds. budżetu). Funkcję tę pełnił do 1999. Pozostał również w składzie kolejnej Komisji Europejskiej, obejmując resort przedsiębiorczości i społeczeństwa informacyjnego. W maju 2004 dołączył do niego w tej samej randze Ján Figeľ. Zrezygnował kilka miesięcy przed zakończeniem jej prac w związku z powołaniem na stanowisko gubernatora (prezesa) fińskiego banku centralnego, którym zarządzał przez czternaście lat. W 2008 został również prezesem Fińskiego Czerwonego Krzyża.